# Hành vi thư giãn ở động vật

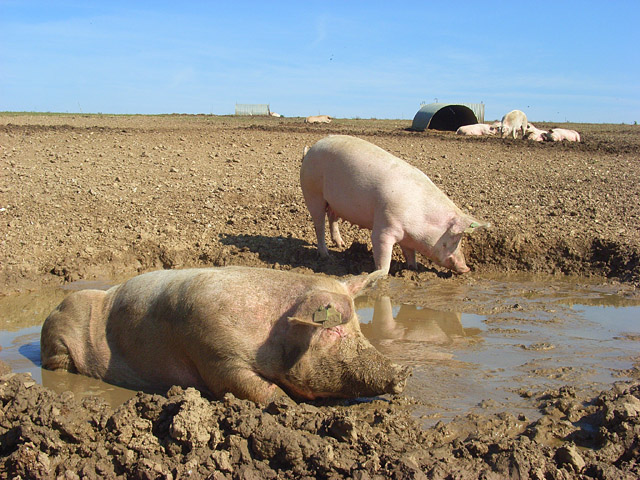
Những con lợn thư giãn bằng cách đằm mình trong bùn

Các hành vi thư giãn (Comfort behaviour) ở động vật là những hoạt động, hành vi, động tác, sự vận động nhằm tạo ra sự thư giãn, thoải mái ở các loài vật, cảm giác hài lòng, thư thái, giúp duy trì lông, sức mạnh hoặc hệ thống cơ xương và tăng sự thoải mái về thể chất của động vật. Các hành vi thư giãn được thực hiện ngay từ khi còn nhỏ và ít thay đổi trong quá trình phát triển. Một số hành vi thoải thư giãn có liên quan đến việc bắt đầu giai đoạn nghỉ ngơi (ví dụ tự chải chuốt, liếm lông, bới lông), trong khi những hành vi khác liên quan đến việc kết thúc giai đoạn nghỉ ngơi (ví dụ: vươn vai, ưỡn người để đứng dậy và vận động), có thể là sự chuẩn bị cho trạng thái cơ thể chạy trốn hoặc chuẩn bị cho cuộc săn mồi. 

## Lợi ích

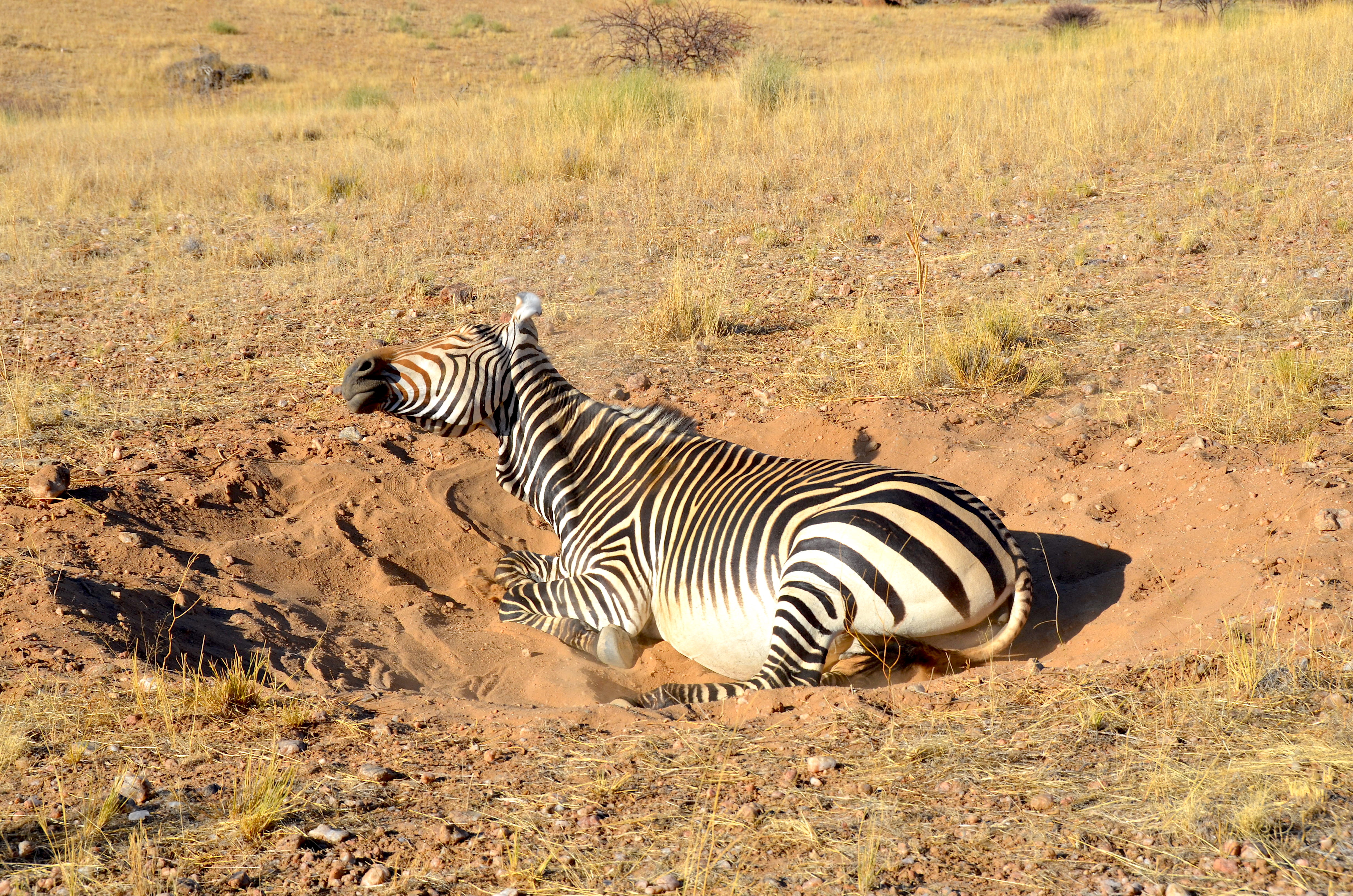
Một con ngựa vằn đang lăn lộn trong bãi cát

Những hành vi khác (ví dụ: tắm bụi) chỉ được thực hiện khi có các kích thích bên trong và bên ngoài thích hợp. Động vật thường chỉ thực hiện các hành vi thoải mái khi chúng không tham gia vào các hoạt động thiết yếu (ví dụ: khi ăn, uống, săn mồi, chạy trốn); những hành vi này do đó đôi khi được xếp vào loại hoạt động "xa xỉ". Tuy nhiên, động vật có thể có động lực mạnh mẽ để thực hiện một số hành vi thư giãn (ví dụ như tắm bụi, rúc rũ bụi ở gà mái) và các điều kiện cản trở những hành vi này (ví dụ như lồng gà) được coi là có ảnh hưởng tiêu cực đến phúc lợi động vật, cụ thể là quyền tự do thể hiện hành vi bình thường của chúng.
Có nhiều mục đích thích nghi và chức năng cho các hành vi thoải thư giãn giữa một nhóm động vật đa dạng. Một chức năng của các hành vi thoải mái là vệ sinh, đặc biệt là trong hình thức loại bỏ ngoại ký sinh (ký sinh ngoài da). Động vật loại bỏ ngoại ký sinh thông qua việc gãi ngứa hoặc chải chuốt cơ thể của chúng, hoặc bới lông cho những con khác. Thông qua việc liếm lông và bới lông, các động vật như sóc đỏ làm sạch vết thương và loại bỏ bụi bẩn và mảng bám trên cơ thể chúng, cũng giúp vệ sinh thân thể. Các mục đích thể chất khác cho các hành vi thoải mái bao gồm giảm nhịp tim như ở ngựa, và điều hòa nhiệt.
Có những mục đích sinh sản cho các hành vi thư giản ở một số loài động vật. Nó là cần thiết trong việc tìm kiếm bạn tình ở các loài động vật như chim hồng tước, nơi mà việc rỉa lông qua lại và liên tục có liên quan đến việc kết đôi giao phối. Tương tự, ở gà, tắm bụi diễn ra như một hành vi sinh sản của con mái. Trong thời kỳ mang thai, việc chải chuốt và liếm các khu vực quan trọng cho sự sinh sản được gia tăng thực hiện ở chuột như là cách vệ sinh thân thể và tăng sự nhạy cảm. Cuối cùng, ở mèo, mèo mẹ quan tâm đến mèo con mới sinh của mình thông qua các hành vi an ủi, liếm và xoa đầu mèo con.
Các hành vi thư giãn có thể hoạt động để giao tiếp xã hội trong mùa sinh sản chẳng hạn như ở loài Degus và hình thành mối liên kết và cấu trúc xã hội trong các nhóm. Nó cũng có thể có tác động đến kết quả xã hội của một con vật. Ở khỉ sơ sinh, người ta thấy rằng sự an ủi khi tiếp xúc từ mẹ của chúng là cần thiết để khuyến khích các kết quả xã hội tích cực. Những con khỉ không có những hành vi thoải mái đó phát triển sợ hãi và lo lắng. Hành vi thoải mái này có tác động quan trọng bởi vì khi không có mẹ, khỉ con bám vào nhau để thoải mái tiếp xúc. Việc chơi đùa, nô đùa với nhau tạo cảm giác thư giãn và cũng là cách củng cố các mối quan hệ trong bầy đàn cho các con thú non từ khi còn nhỏ.

## Các kiểu

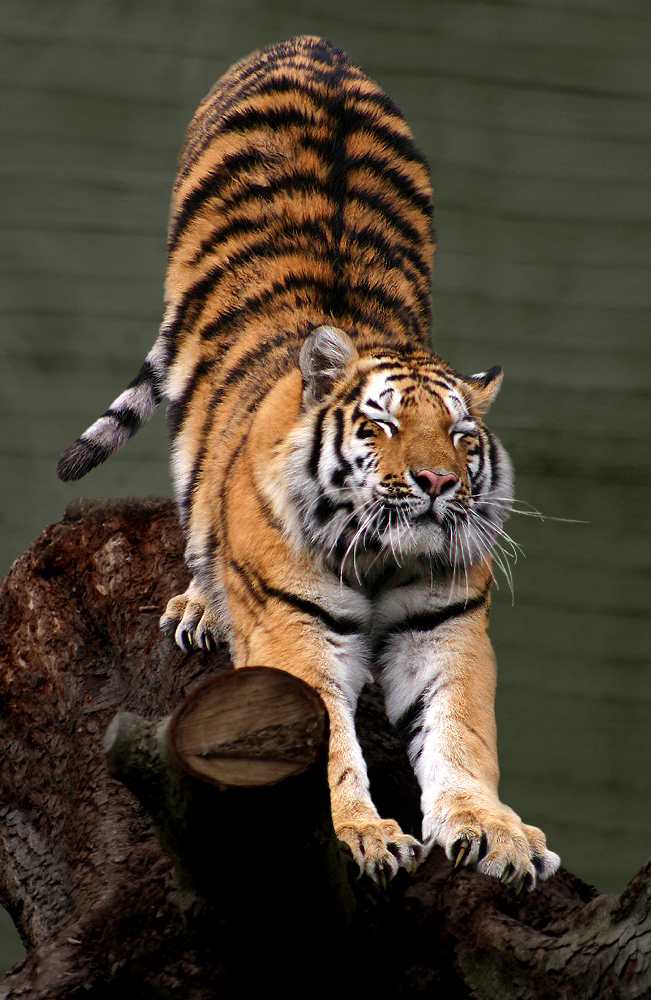
Một con hổ đang vươn vai

### Tự liếm lông
Tự liếm lông là bất kỳ hành vi chải chuốt nào do động vật thực hiện trên chính cơ thể của nó. Hành vi này thường bao gồm liếm, nhay, vuốt ve và chà xát. Hành vi thư giãn này thường được thực hiện vì mục đích vệ sinh như ở loài sóc đỏ. Sóc đỏ loại bỏ ký sinh trùng và bụi bẩn khỏi lông bằng cách liếm và nhay cơ thể (đuôi, bụng và bộ phận sinh dục), cào những vùng khó tiếp cận hơn (chẳng hạn như dưới chân) bằng móng vuốt, chải và chà xát, vuốt các vùng trên khuôn mặt bằng bàn chân trước, hoặc lắc người và cọ vào đồ vật.
Tần suất tự chải chuốt này tăng lên vào mùa xuân khi có nhiều ruồi đen hơn trong môi trường. Ở một số động vật như chuột, việc tự liếm lông có thể có mục đích sinh sản. Trong thời kỳ mang thai, tần suất tự động chải lông ở các khu vực sinh sản quan trọng, (đường núm vú, bộ phận sinh dục và xương chậu), tăng lên trong khi tần suất liếm ở những khu vực không quan trọng đối với sinh sản giảm. Khi quá trình mang thai tiến triển, tỷ lệ liếm ở những khu vực quan trọng càng tăng.

### Liếm toàn thân
Liếm toàn thân (Allogrooming) là bất kỳ hành vi nào được thực hiện bởi một con vật đối với một con vật khác. Hành vi này có thể bao gồm liếm, chà xát hoặc rỉa lông có thể có một chức năng sinh sản chẳng hạn như được thấy ở các loài chim. Sự săn mồi đối ứng do con đực hoặc con cái bắt đầu có thể hỗ trợ giao phối. Ngoài ra, hành vi thoải mái này có mục đích vệ sinh như ở mèo và khỉ hú đỏ. Trong loài khỉ hú đỏ, cơ thể của chúng (bao gồm cổ, đầu, vai và cánh tay) để loại bỏ ngoại ký sinh, chúng sẽ chải lông toàn thân.
Ở mèo nhà, mèo mẹ liếm và xoa đầu mèo con để giữ chúng sạch sẽ. Chức năng làm mẹ này sớm phát triển thành chức năng xã hội khi mèo con cũng bắt đầu chải chuốt cho mẹ của chúng. Sự chải chuốt có đi có lại này là một dấu hiệu của sự liên kết và cần thiết cho sự gắn kết của nhóm. Mèo mẹ liếm đầu mèo con để khởi đầu một quá trình phát triển toàn diện. Sàng lọc sinh sản cũng được quan sát tương tự là có mục đích xã hội trong khỉ hú đỏ, cho thấy rằng sự phát triển tất cả có nhiều chức năng khác nhau đối với nhiều loài. 

### Tắm bụi
Tắm bụi là quá trình động vật tự che mình hoặc tắm mình trong bụi. Ở cút bobwhite (cút Virginia), việc tắm bụi diễn ra gồm mổ bụi, ngồi xụp xuống trong bụi, dùng cánh và chân phát tán bụi khắp cơ thể và rũ bỏ bụi. Quá trình này có liên quan đến việc bôi dầu lông chim cút (tự xức dầu). Tắm bụi cũng được chứng minh là có chức năng sinh sản, ở loài Degus, những con đực được tắm thường xuyên hơn trong mùa sinh sản. Điều này được cho là để đọng lại mùi hương trên mặt đất có thể ngăn chặn những con đực xâm nhập hoặc thu hút bạn tình tiềm năng của con cái. Ngược lại, việc tắm bụi, tắm cát thường xuyên ở những con gà mái như một phần của hành vi sinh sản của chúng.

### Đằm mình

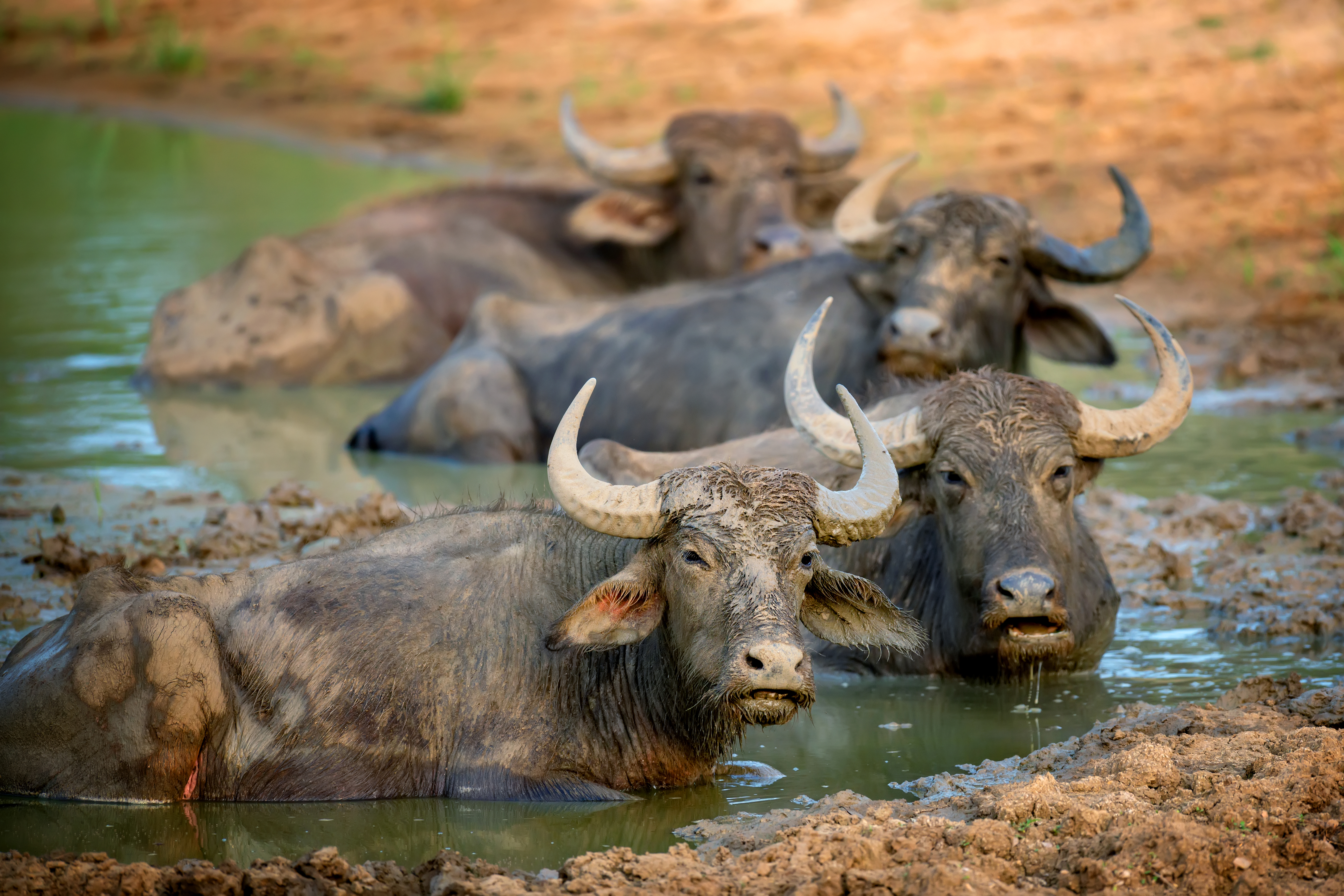
Những con trâu đang đằm mình

Sự phân hủy được đặc trưng bởi sự lăn hoặc cọ xát của cơ thể động vật trong bùn hoặc phân (phân hoặc nước tiểu). Việc làm thành chất đóng trên da cho hươu đỏ bao gồm đá và vồ vào bùn, quỳ trong bùn và nằm xuống và lăn lộn trong bùn. Đối với hươu đỏ, thì hành vi này có một chức năng xã hội mạnh mẽ vì nó thiết lập hệ thống phân cấp xã hội và tạo ra sự gắn kết nhóm. Những con hươu non được hòa nhập vào nhóm thông qua cuộc thi. Hươu con bắt đầu hoạt động chui rúc vào cát, bùn để thu hút hươu ưu thế. Ở đây, sự cạnh tranh được quan sát và sự hòa nhập của những con trẻ vào nhóm sẽ diễn ra. Việc ngủ vùi cũng diễn ra trước hoạt động nhóm để giúp thúc đẩy sự gắn kết nhóm và đồng bộ hóa hoạt động chung. Ở lợn, một chức năng khác của quá trình tạo vách được trình bày, đó là điều hòa nhiệt. Khi nhiệt độ và độ ẩm tăng lên, lợn sẽ đằm mình để điều chỉnh nhiệt độ cơ thể.